# Franciszek Jossé
Franciszek Jossé (ur. 16 października 1861 w Krakowie, zm. 13 grudnia 1941 w Ürżarze koło Semipałatyńska) – polski działacz państwowy, współtwórca polskiego ustawodawstwa skarbowego w II RP.

## Życiorys
Był synem urzędnika państwowego Ferdynanda i Marii z domu Władarz. W latach 1880–1884 studiował na Wydziale Prawa i Administracji Uniwersytetu Jagiellońskiego; po studiach rozpoczął wieloletnią pracę w skarbowości państwowej. Był urzędnikiem w Powiatowej Dyrekcji Skarbu w Krakowie, od 1892 w Krajowej Dyrekcji Skarbu we Lwowie. Pracował także jako docent w Szkole Politechnicznej we Lwowie oraz wykładowca Wydziału Prawa Uniwersytetu Lwowskiego. Jako uznany specjalista prowadził zajęcia z ustawodawstwa akcyzowego, ekonomii społecznej, polityki ekonomicznej i nauki skarbowości. Otrzymywał tytuły państwowe - był radcą skarbu (1907) i radcą tworu cesarskiego (13 grudnia 1915).
W listopadzie 1916 przeniósł się do Warszawy, gdzie pracował przy tworzeniu polskiego ustawodawstwa skarbowego. 20 lutego 1918 został kierownikiem sekcji podatków pośrednich, ceł, monopoli i straży skarbowej w Ministerstwie Skarbu Królestwa Polskiego (przy rządzie Rady Regencyjnej). Opracowywał ustawy m.in. o opodatkowaniu cukru, zapałek, piwa, wód mineralnych, węgla kamiennego. Był najstarszym rangą nadradcą, kiedy 5 listopada 1918 dymisję złożył minister skarbu Józef Englich; w tej sytuacji Josse pełnił przez tydzień obowiązki kierownika resortu. Ten krótki czas miał wielkie znaczenie w historii Polski - 11 listopada nastąpiło odzyskanie niepodległości. Josse wypełniał swoje obowiązku dość biernie, nie podjął inicjatywy przejęcia kas i archiwów skarbowych z rąk niemieckich; czynności te wykonywali jego podwładni, ale bez formalnych poleceń - Josse akceptował jedynie fakty dokonane.
Odszedł ze służby państwowej 16 kwietnia 1919. Powrócił do Lwowa, gdzie był dyrektorem Towarzystwa Akcyjnego Zjednoczony Przemysł Spirytusowy. W latach 1912–1936 był także komisarzem rządowym pierwszej lwowskiej giełdy zbożowo-towarowej. Po najeździe sowieckim na Polskę aresztowany przez NKWD i deportowany do Kazachstanu gdzie zmarł. Jego grób symboliczny znajduje się na Cmentarzu Rakowickim (pas 13, wsch.)

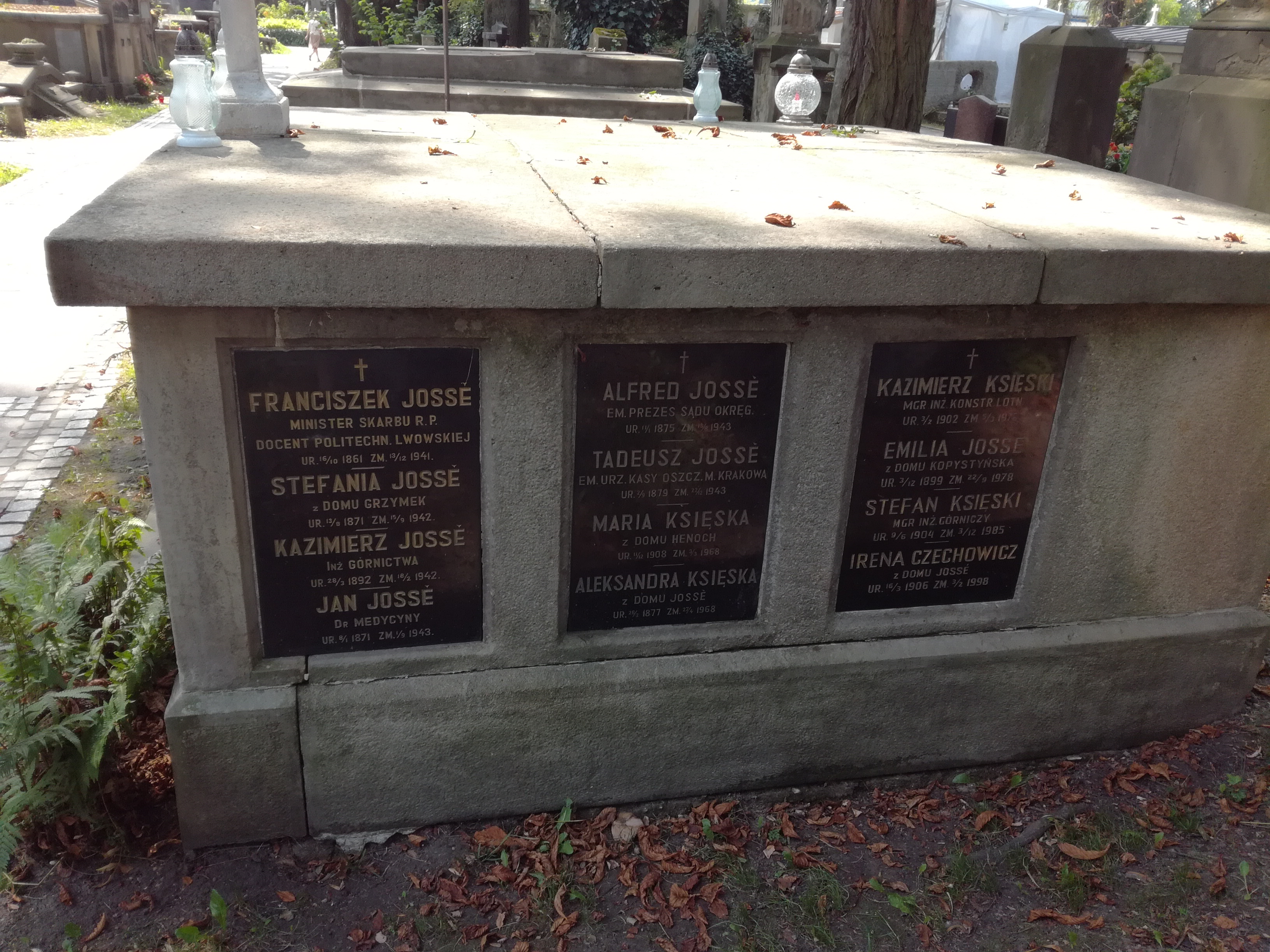
Grób Franciszka Josségo na Cmentarzu Rakowickim

Z małżeństwa ze Stefanią Grzymek miał synów Władysława i Witolda.